# 松島火力発電所
松島火力発電所（まつしまかりょくはつでんしょ）は、長崎県西海市大瀬戸町松島内郷2573-3にある電源開発の石炭火力発電所。

## 概要
1981年1月に1号機が運転を開始、2号機までが建設された。日本初の輸入炭を利用した発電所である。ただし、国内炭（釧路コールマインなどで採掘された石炭）も使用されている。2001年までは近隣の池島炭鉱産の石炭も大量に利用されていた。
発電された電力は九州電力（受電37.4万kW）・中国電力（受電46.8万kW）・四国電力（受電7万kW）に供給している。
1号機は、石炭火力としては日本で初めて主蒸気温度、主蒸気圧力を超臨界圧まで高めたボイラー、蒸気タービンを採用した。
2021年4月には、2号機に石炭ガス化設備を付加して石炭ガス化複合発電に転換することが発表された。2024年に工事開始、2026年度の運転開始を目指す一方、1号機は2030年度までに非効率石炭発電所として休止する方針となった。同年12月16日、環境省は2号機の環境影響評価の意見書として「2030年や50年に向けた二酸化炭素（CO2）排出削減への対応の道筋が描けない場合には事業実施の再検討を含め、あらゆる選択肢を検討することが重要」などとする内容を取りまとめ経済産業省に提出した。

## 発電設備
- 総出力：100万kW[3]

1号機
定格出力：50万kW
使用燃料：石炭
蒸気条件：超臨界圧（Super Critical）
熱効率：42%（低位発熱量基準）
営業運転開始：1981年（昭和56年）1月16日
2号機
定格出力：50万kW
使用燃料：石炭
蒸気条件：超臨界圧（SC）
熱効率：42%（低位発熱量基準）
営業運転開始：1981年（昭和56年）6月19日

## アクセス
- 松島港（釜浦桟橋）から車で約5分。松島までは瀬戸港（大瀬戸町）からフェリーで約10分。佐世保港からの高速船もある。